# Gisle Fenne
Gisle Fenne (Voss, 9 de junio de 1963) es un deportista noruego que compitió en biatlón. Ganó cuatro medallas en el Campeonato Mundial de Biatlón entre los años 1989 y 1992.

## Palmarés internacional
| Campeonato Mundial | Campeonato Mundial  | Campeonato Mundial | Campeonato Mundial |
| Año                | Lugar               | Medalla            | Prueba             |
| ------------------ | ------------------- | ------------------ | ------------------ |
| 1989               | Feistritz (Austria) | Medalla de plata   | Velocidad          |
| 1989               | Feistritz (Austria) | Medalla de bronce  | Relevos            |
| 1991               | Lahti (Finlandia)   | Medalla de bronce  | Relevos            |
| 1992               | Novosibirsk (Rusia) | Medalla de plata   | Equipo             |